# 格拉莫捷伊诺
格拉莫捷伊诺（羅馬化：Gramoteino）是俄罗斯克麦罗沃州的市级镇，属州辖市别洛沃市，位于鄂毕河支流伊尼亚河畔，地处克麦罗沃州西部，在别洛沃东北、州府克麦罗沃南偏东方。
该地2021年人口有12,053人；2010年人口12,996；2002年人口14,366；1989年人口16,776。